# Pierluigi Biondi
Pierluigi Biondi (L'Aquila, 1º dicembre 1974) è un politico italiano, sindaco dell'Aquila dal 28 giugno 2017.

## Biografia
Nato all'Aquila nel 1974, è giornalista pubblicista dal 2005. Ha iniziato la sua esperienza da giornalista alla regione Abruzzo nel 2002 nello staff del senatore Fabrizio Di Stefano. Nel 2003 ha scritto per il quotidiano Nuovo Abruzzo Oggi. Dal 2007 al 2008 ha collaborato con ASTRA, Agenzia di Stampa Regionale Abruzzese. Ancora, nel 2008, cura la stesura, insieme al collega giornalista Roberto Alfatti Appetiti, di "L'ABC di un '68 postideologico". Dal 2013 è dipendente del comune di Ocre e collabora con i comuni di Tornimparte e Lucoli. 

### Attività politica
Inizia da ragazzo la sua militanza politica nel Fronte della Gioventù, fino a essere eletto rappresentante degli studenti al cda dell'ADSU ed al CNSU nella lista di Azione universitaria-Studenti per le libertà nel collegio Abruzzo-Lazio-Umbria-Toscana. È stato successivamente esponente di Alleanza Nazionale fino al 2009 e poi, fino al 2011, del Popolo della Libertà. Dal 2011 al 2016 è stato iscritto al movimento neofascista CasaPound, mentre dal 2016 fa parte di Fratelli d'Italia. Nel 2004, all'età di 30 anni, è stato eletto sindaco di Villa Sant'Angelo, incarico che mantiene per due mandati consecutivi fino al 2015. In tale veste, nel 2014, riceve notorietà a livello nazionale per uno sciopero della fame per chiedere lo sblocco dei fondi per la ricostruzione. Nel giugno 2023 diventa responsabile del Dipartimento nazionale Coordinamento autonomie locali di Fratelli d'Italia.  
Nell'ottobre 2024 viene eletto Presidente di Anci Abruzzo.  Nello stesso anno è stato nominato componente dell’Ufficio di Presidenza nazionale dell’ANCI, con deleghe alla formazione amministratori e personale enti associati, Anci Comunicare. In questa veste rappresenta l’Associazione nel Comitato europeo delle regioni.

#### Sindaco dell'Aquila
Nel 2017 si candida alle elezioni amministrative per il capoluogo abruzzese, sostenuto da una coalizione di centro-destra formata da Forza Italia, Noi con Salvini, Fratelli d'Italia, Unione di Centro e tre liste civiche. Al primo turno ottiene il 35,84% dei voti, riuscendo ad accedere al ballottaggio contro il candidato del centro-sinistra Americo Di Benedetto, forte del 47,08% dei consensi; al ballottaggio Biondi vince con il 53,52% dei voti, diventando, dopo Biagio Tempesta, il secondo primo cittadino di centro-destra del capoluogo abruzzese dall'introduzione dell'elezione diretta del sindaco.
In qualità di sindaco tiene per sé prima la delega alla ricostruzione, poi quella alla cultura.
Sempre nel 2017 è indicato come presidente del comitato ristretto dei sindaci della azienda sanitaria locale, mentre nel 2018 diventa presidente dell'assemblea dei sindaci AGIR, Agenzia per la Gestione Integrata dei Rifiuti Urbani.
Il 14 marzo 2019 rassegna le dimissioni da sindaco a causa della mancanza di fondi necessari per il completamento dei lavori di ricostruzione di alcune zone della città colpita dal terremoto del 2009, salvo poi ritirarle il successivo 26 marzo e presentando la nuova giunta, il cui assetto per mesi non è stato al completo per la mancata sostituzione di assessori revocati e dimessi per nuovi incarichi.
Il 23 novembre 2019 promuove, insieme ai sindaci di Ascoli Piceno, Avellino e Carpi la "Carta dell'Aquila", un manifesto delle città medie delle aree interne, sottoscritto da diverse personalità del mondo delle istituzioni, della cultura e del giornalismo di livello nazionale.
Ricandidatosi per le amministrative del 2022, viene rieletto al primo turno con il 54,39% dei voti; i suoi principali rivali, l'indipendente Americo Di Benedetto e la candidata del centro-sinistra Stefania Pezzopane, si fermano solo, rispettivamente, al 23,78% ed al 20,62%.

### Vita privata
Grande appassionato di rugby, di musica italiana e tifoso del Torino, è sposato con Elisa Marulli, anche lei giornalista, e padre di due figli, Nina Isabella e Pietro.